# Michael Taylor Jackson
Michael Taylor Jackson es un director de cine, guionista y artista visual que asistió la Universidad Nacional de las Artes en Buenos Aires antes de mudarse a Nueva York para realizar un MFA en Dirección de Cine en 2019. En 2024 terminó su ópera prima, Bajo naranja, producida por Godfrey Reggio, y protagonizada por Jackson junto a Sofía Gala Castiglione, Vera Spinetta y Kevin Johansen. La película tuvo su estreno mundial en la 25.ª edición del BAFICI, y participó en más de treinta festivales internacionales como Frameline, MixBrazil, LesGaiCineMad y el Festival Internacional de Cine de Kerala.

## Filmografía
- Bajo naranja (2024, largometraje): director, guionista, actor y productor
- Harlemites (2017, cortometraje): director, guionista, montajista y director de fotografía

## Premios
En 2024, Jackson obtuvo múltiples reconocimientos por Bajo naranja, entre ellos el Premio del Público a la Mejor Película en el Festival Internacional de Cine de Goiânia, el Premio a la Mejor Película Queer en el Festival de Cine Independiente de Roma, el Premio a la Mejor Película en el Festival Internacional de Cine Poppy Jasper y el Premio de Justicia Social en el Festival de Cine Queens World.
En 2017, su cortometraje Harlemites ganó el premio al Mejor Cortometraje Dramático en el Festival Internacional de Cine de Sonoma y el American Diversity Award del Festival Oficial de Cine Latino de Nueva York.